# ロウきゅーぶ! (アニメ)
『ロウきゅーぶ！』は、蒼山サグによる同名のライトノベルを原作とした日本のアニメ作品。
2011年2月にアニメ化が発表され、第1期は2011年7月から9月までAT-Xほかにて放送された。2012年10月に開催されたイベント「電撃20周年祭」にて第2期『ロウきゅーぶ！SS』が発表され、2013年7月から9月まで放送された。
バスケットボールの中でもミニバスケットボールを主題にしたアニメ作品は、恐らく本作が初めてであるとされる。

## 登場人物
- 長谷川昴 - 声：梶裕貴[6]
- 湊智花 - 声：花澤香菜[6]
- 三沢真帆 - 声：井口裕香[6]
- 永塚紗季 - 声：日笠陽子[6]
- 袴田ひなた - 声：小倉唯[6]
- 香椎愛莉 - 声：日高里菜[6]

## スタッフ
|                             | 第1期                        | 第2期                        |
| --------------------------- | ---------------------------- | ---------------------------- |
| 原作                        | 蒼山サグ                     | 蒼山サグ                     |
| キャラクター原案            | てぃんくる                   | てぃんくる                   |
| 総監督                      | N/A                          | 草川啓造                     |
| 監督                        | 草川啓造                     | 柳伸亮                       |
| 副監督                      | 吉田泰三                     | N/A                          |
| シリーズ構成                | 伊藤美智子                   | 伊藤美智子                   |
| キャラクターデザイン        | 野口孝行                     | 野口孝行                     |
| プロップデザイン            | 佐々木貴宏                   | 石橋有希子                   |
| 美術監督                    | 佐藤豪志                     | 田邉浩子                     |
| 美術設定                    | 成田偉保                     | N/A                          |
| 色彩設計                    | 甲斐けいこ                   | 鈴木ようこ                   |
| 撮影監督                    | 佐藤裕司                     | 石黒晴嗣                     |
| 編集                        | 小峰博美                     | 三嶋章紀                     |
| 音響監督                    | 明田川仁                     | 明田川仁                     |
| 音楽                        | 渡辺剛                       | 渡辺剛                       |
| 音楽制作                    | ミュージックブレインズ       | ミュージックブレインズ       |
| プロデューサー              | 和田敦、藤田敏、福田順       | 和田敦、藤田敏、福田順       |
| プロデューサー              | N/A                          | 中山信宏                     |
| 制作プロデューサー          | 糀谷智司                     | 糀谷智司                     |
| 制作プロデューサー          | 江里口武志                   | N/A                          |
| プロデュース                | 川瀬浩平、里見哲朗、小山直子 | 川瀬浩平、里見哲朗、小山直子 |
| アニメーション プロデュース | バーナムスタジオ             | バーナムスタジオ             |
| アニメーション制作          | project No.9                 | project No.9                 |
| アニメーション制作          | Studio Blanc.                | N/A                          |
| 製作                        | TEAM RO-KYU-BU!              | TEAM RO-KYU-BU! SS           |

## 制作

### 第1期
アニメ化に当たっては、原作の持ち味が美少女コメディとスポ根の両取りであることを意識したといい、本格的なバスケットボールの描写は覚悟していた以上に困難かつ地味であったとしつつも、両方の要素の比率を再現することに努めたという。原作者である蒼山も、アニメ版では全面協力という形で深く関わることになった。また、本作のキャスト陣にはアフレコに生かすという目的で、PV撮影時にバスケットボールの練習を行うことが指示された。
第1期の各話サブタイトルは洋楽を元に原作者とその担当編集者が「悪ノリ」で決めたとされ、例えば第1期第1話のサブタイトルはビートルズの曲「ビートルズがやって来るヤァ！ヤァ！ヤァ！」をもじったパロディである。

### 第2期
メインスタッフの一部は交代しており、第1期で監督を務めた草川啓造が総監督、第1期で演出を務めた柳伸亮が監督をそれぞれ務めている。
第6話と第7話の間には、OVA『智花のいちごサンデー』の前半部分と第1話から第5話までの総集編『ここまでのプレイバック』の、『ロウきゅーぶ！SS 番外編』を放送。
第2期の各話サブタイトルは日本レコード大賞で大賞を受賞した曲が元になっている。

## 主題歌
第1期
オープニングテーマ「SHOOT!」
作詞 - KOTOKO / 作曲・編曲 - 八木沼悟志（fripSide） / 歌 - RO-KYU-BU!
第12話では挿入歌としても使用
エンディングテーマ「Party Love〜おっきくなりたい〜」
作詞・作曲 - 桃井はるこ / 編曲 - 渡辺剛 / 歌 - RO-KYU-BU!
第2期
オープニングテーマ「Get goal!」（第1話 - 第11話）
作詞 - KOTOKO / 作曲・編曲 - 八木沼悟志（fripSide） / 歌 - RO-KYU-BU!
第12話はOPがない代わりに挿入歌として使用された。
エンディングテーマ「Rolling! Rolling!」
作詞・作曲 - 桃井はるこ / 編曲 - 渡辺剛 / 歌 - RO-KYU-BU!
エンディングのサビ（「回せ回せ回せ……」）部分の智花たち5人の衣装は毎話ごとに変わっており、その話に関連した衣装で走っている。
挿入歌
「SHOOT!」（第1話、第11話）
作詞 - KOTOKO / 作曲・編曲 - 八木沼悟志（fripSide） / 歌 - RO-KYU-BU!
「下級生Groove!」（第7話）
作詞 - くまのきよみ / 作曲・編曲 - 大久保薫 / 歌 - 慧心学園初等部女子ミニバスケットボール部5年生チーム

## 反響・評価
BD第1期第1巻（初回生産限定版）の初週推定売上は4,798枚、DVD第1期第1巻（同）の初週推定売上は1,647枚をそれぞれ記録している。
作中では、主人公の昴がロリコンであると誤解されることによって笑いを誘う場面が幾度となく登場する。特に、慧心学園男子バスケ部との試合の場面において、小学生の吸収力と成長力に感嘆した主人公が発した台詞「まったく、小学生は最高だぜ!!」は、前後の文脈を取り除くと性的な意味で興奮しているように誤解されるものとなっており、テレビアニメ版第3話の放送時には名言として話題になった。このフレーズを題材にしたTシャツはコスパとムービックから発売されることになっていたが、このうちムービックのものは発売1週間前に「諸事情」を理由に発売が中止となり、ファンの間ではそのことについてもさまざまな憶測を呼んで話題になった。その後、原作小説でもセルフパロディ的に類似の台詞がしばしば使われたり、テレビアニメ第2期エンディングテーマ「Rolling! Rolling!」の歌詞にも（「まったく」の部分を取り除いた形で）使われている。著者の蒼山はこのフレーズについて、当初は性的なジョークとして挿入した台詞であったものの、その後の展開において想定を超えて「幼いゆえに真っ直ぐな小学生が、健気に頑張る姿を感動的に描く」という趣旨の、物語の根幹に関わるテーマに昇華されていったと述懐している。なお、このフレーズはテレビアニメ第2期の監督を務めた柳伸亮が、後に監督を務めた2018年放送の『りゅうおうのおしごと!』テレビアニメ版第5話でも用いている。

## 各話リスト
| 話数          | サブタイトル                          | シナリオ   | 絵コンテ                 | 演出              | 作画監督                                                            | 総作画監督      | アイキャッチ     |       |       |
| 第1期         | 第1期                                 | 第1期      | 第1期                    | 第1期             | 第1期                                                               | 第1期           | 第1期            | 第1期 | 第1期 |
| ------------- | ------------------------------------- | ---------- | ------------------------ | ----------------- | ------------------------------------------------------------------- | --------------- | ---------------- | ----- | ----- |
| The 1st game  | 小学生がやってくる ヤァ！ヤァ！ヤァ！ | 伊藤美智子 | 草川啓造                 | 柳伸亮            | 石橋有希子                                                          | 野口孝行        | 湊智花           |       |       |
| The 2nd game  | 小さな少女の願い                      | 伊藤美智子 | 吉田泰三                 | 吉田泰三          | 菊池政芳、佐々木貴宏                                                | 佐々木貴宏      | 三沢真帆         |       |       |
| The 3rd game  | 明日に架けるパス                      | 伊藤美智子 | 水野和則                 | 守田芸成          | 飯飼一幸、佐藤友子                                                  | 佐々木貴宏      | 永塚紗季         |       |       |
| The 4th game  | 昂に願いを                            | 伊藤美智子 | 池添隆博                 | 鈴木芳成          | 尾崎正幸 立中順平（アクション）                                     | 野口孝行        | 香椎愛莉         |       |       |
| The 5th game  | ハードに火をつけて                    | 吉岡たかを | 菱川直樹                 | 菱川直樹          | 内野明雄 立中順平（アクション）                                     | 野口孝行        | 袴田ひなた       |       |       |
| The 6th game  | 鉄板（メタル）マスター                | 吉岡たかを | 奥野耕太                 | 奥野耕太          | 星野玲香                                                            | 佐々木貴宏      | 篁美星           |       |       |
| The 7th game  | 君の蕾に恋してる                      | 吉田泰三   | 吉田泰三                 | 吉田泰三          | 飯飼一幸、星野玲香 北村晋哉、森出剛 村上貴之、Kim Yong sik 佐藤玲子 | 佐々木貴宏      | 荻山葵           |       |       |
| The 8th game  | 転生への階段                          | 伊藤美智子 | 池添隆博                 | 柳伸亮            | 嘉手苅睦 立中順平（アクション）                                     | 野口孝行        | 湊智花           |       |       |
| The 9th game  | 自由への併走                          | 伊藤美智子 | 所俊克                   | 石田暢            | 谷圭司 立中順平（アクション）                                       | 野口孝行        | 三沢真帆         |       |       |
| The 10th game | 美星（ビューティフル・スター）の悲劇  | 伊藤美智子 | 小坂春女                 | 小坂春女          | 佐藤麻里那、伊部由紀子 本田辰雄、浜津武広 内田孝                    | 佐々木貴宏      | 永塚紗季         |       |       |
| The 11th game | 五人の架け橋                          | 伊藤美智子 | じんきともしよ 夕澄慶英  | 奥野耕太 守田芸成 | 森出剛、松井誠 のりみそのみ、浅野勝也                               | 佐々木貴宏      | 香椎愛莉         |       |       |
| The 12th game | 僕の夢は君の夢                        | 伊藤美智子 | 霧島福太                 | 霧島福太          | 田中穣 立中順平（アクション）                                       | 野口孝行        | 袴田ひなた       |       |       |
| OVA           | 智花のいちごサンデー                  | 伊藤美智子 | 柳伸亮                   | 柳伸亮            | 茂木琢次、原勝徳                                                    | 野口孝行        | -                |       |       |
| 第2期         |                                       |            |                          |                   |                                                                     |                 |                  |       |       |
| The 1st game  | 小学生（いのせんと）・わ〜るど！      | 伊藤美智子 | 柳伸亮                   | ウシロシンジ      | 松下純子、菱沼祐樹                                                  | 野口孝行        | 湊智花           |       |       |
| The 2nd game  | フライング決闘！                      | 伊藤美智子 | 坂田純一                 | 所俊克            | 松原栄介                                                            | 谷圭司          | ミミ・バルゲリー |       |       |
| The 3rd game  | パラダイム銀河                        | 伊藤美智子 | 香川豊                   | 小平麻紀          | 渡辺奏、松山光治                                                    | 野口孝行        | 袴田かげつ       |       |       |
| The 4th game  | 愚か男（もの）                        | 平林佐和子 | 吉田泰三                 | 久保太郎          | 武本大介、市野まりあ                                                | 谷圭司          | 永塚紗季         |       |       |
| The 5th game  | オーバーナイト・せんせ〜しょん！      | 平林佐和子 | 東出太                   | 東出太            | 今里佳子                                                            | 谷圭司 野口孝行 | 香椎愛莉         |       |       |
| The 6th game  | 葵は勝つ？                            | 玉井☆豪    | 青山弘                   | 室谷靖            | 五十内裕輔                                                          | 野口孝行        | 袴田ひなた       |       |       |
| The 7th game  | Win, again？                          | 玉井☆豪    | 青山弘                   | 高村雄太          | 山口飛鳥、武本大介 今田茜                                           | 谷圭司          | 三沢真帆         |       |       |
| The 8th game  | I Wish with You                       | 平林佐和子 | 吉田泰三                 | 山口頼房          | 片岡千春、針場裕子                                                  | 野口孝行        | 都大路綾         |       |       |
| The 9th game  | Don't wanna cry 泣きたくない…         | 玉井☆豪    | 岩崎良明                 | 岩崎良明          | 渡部奏、赤尾良太郎 ソ・ジョンハ                                     | 谷圭司          | 藤井雅美         |       |       |
| The 10th game | wanna Be A Gamemaker                  | 伊藤美智子 | 吉田泰三                 | 山本天志          | 五十内裕輔、渡辺奈月 中谷友紀子                                     | 野口孝行        | 藍田未有         |       |       |
| The 11th game | dearests                              | 玉井☆豪    | 相澤伽月                 | 相澤伽月          | 加藤洋人、大河原晴男 竹上貴雄                                       | 谷圭司          | 竹中椿/柊        |       |       |
| The 12th game | 智花（キミ）がいるだけで              | 伊藤美智子 | 吉田泰三 深沢学 草川啓造 | 山内東生雄        | 飯飼一幸、南伸一郎 渡辺奏                                           | 野口孝行        | 葦原怜那         |       |       |

## 放送局
| 放送地域 | 放送局             | 放送期間                       | 放送日時           | 放送系列       | 備考                                  |
| 第1期    | 第1期              | 第1期                          | 第1期              | 第1期          | 第1期                                 |
| -------- | ------------------ | ------------------------------ | ------------------ | -------------- | ------------------------------------- |
| 日本全域 | AT-X               | 2011年7月1日 - 9月23日         | 金曜 23:30 - 24:00 | CS放送         | 製作委員会参加 リピート放送あり       |
| 神奈川県 | tvk                | 2011年7月2日 - 9月24日         | 土曜 24:30 - 25:00 | 独立UHF局      |                                       |
| 千葉県   | チバテレビ         | 2011年7月3日 - 9月25日         | 日曜 23:30 - 24:00 | 独立UHF局      | 作品の舞台地                          |
| 兵庫県   | サンテレビ         | 2011年7月4日 - 9月26日         | 月曜 24:00 - 24:30 | 独立UHF局      |                                       |
| 京都府   | KBS京都            | 2011年7月4日 - 9月26日         | 月曜 25:30 - 26:00 | 独立UHF局      |                                       |
| 東京都   | TOKYO MX           | 2011年7月5日 - 9月27日         | 火曜 25:30 - 26:00 | 独立UHF局      |                                       |
| 埼玉県   | テレ玉             | 2011年7月6日 - 9月28日         | 水曜 26:05 - 26:35 | 独立UHF局      |                                       |
| 愛知県   | テレビ愛知         | 2011年7月8日 - 9月30日         | 金曜 26:00 - 26:30 | テレビ東京系列 |                                       |
| 日本全域 | ニコニコチャンネル | 2011年7月9日 - 10月1日         | 土曜 12:30 更新    | ネット配信     |                                       |
| 日本全域 | MovieGate          | 2011年7月9日 - 10月1日         | 土曜 更新          | ネット配信     |                                       |
| 日本全域 | ShowTime           | 2011年7月11日 - 10月3日        | 月曜 12:00 更新    | ネット配信     |                                       |
| 日本全域 | バンダイチャンネル | 2011年7月23日 - 10月15日       | 土曜 12:00 更新    | ネット配信     |                                       |
| 栃木県   | とちぎテレビ       | 2012年12月13日 - 2013年2月28日 | 木曜 23:30 - 24:00 | 独立局         |                                       |
| 日本全域 | BS11               | 2013年4月10日 - 6月26日        | 水曜 24:30 - 25:00 | BS放送         | ANIME+枠                              |
| 第2期    |                    |                                |                    |                |                                       |
| 日本全域 | AT-X               | 2013年7月5日 - 9月27日         | 金曜 22:30 - 23:00 | CS放送         | 製作委員会参加 リピート放送あり       |
| 東京都   | TOKYO MX           | 2013年7月7日 - 9月29日         | 日曜 24:30 - 25:00 | 独立局         |                                       |
| 兵庫県   | サンテレビ         | 2013年7月7日 - 9月29日         | 日曜 25:00 - 25:30 | 独立局         |                                       |
| 京都府   | KBS京都            | 2013年7月10日 - 10月2日        | 水曜 25:00 - 25:30 | 独立局         |                                       |
| 愛知県   | テレビ愛知         | 2013年7月13日 - 9月28日        | 土曜 26:20 - 26:50 | テレビ東京系列 | 9月28日は2話連続放送                  |
| 日本全域 | dアニメストア      | 2013年7月15日 - 10月7日        | 月曜 12:00 更新    | ネット配信     |                                       |
| 日本全域 | ニコニコ生放送     | 2013年7月15日 - 10月7日        | 月曜 24:30 - 25:00 | ネット配信     |                                       |
| 日本全域 | ニコニコチャンネル | 2013年7月15日 - 10月7日        | 月曜 25:00 更新    | ネット配信     |                                       |
| 日本全域 | BS11               | 2013年7月17日 - 10月9日        | 水曜 24:30 - 25:00 | BS放送         | ANIME+枠 10月9日は27:00 - 27:30の放送 |
| 日本全域 | バンダイチャンネル | 2013年7月29日 - 10月21日       | 月曜 12:00 更新    | ネット配信     |                                       |

## Blu-ray / DVD
パッケージイラストは原作でイラストを担当しているてぃんくるの書き下ろしイラストが使用されている。また、初回盤には蒼山サグ書き下ろしのショートストーリーと解説書が付属されている。
第1期は、初回盤全巻購入者特典としてユニット『RO-KYU-BU!』のライブDVDが応募者全員にプレゼントされた。
| 巻数 | 発売日         | 収録話          |
| ---- | -------------- | --------------- |
| 1    | 2011年9月28日  | 第1話 - 第2話   |
| 2    | 2011年10月26日 | 第3話 - 第4話   |
| 3    | 2011年11月30日 | 第5話 - 第6話   |
| 4    | 2011年12月21日 | 第7話 - 第8話   |
| 5    | 2012年1月25日  | 第9話 - 第10話  |
| 6    | 2012年2月29日  | 第11話 - 第12話 |
| BOX  | 2013年9月25日  | 全12話          |

| 巻数 | 発売日         | 収録話          |
| ---- | -------------- | --------------- |
| 1    | 2013年9月25日  | 第1話 - 第2話   |
| 2    | 2013年10月30日 | 第3話 - 第4話   |
| 3    | 2013年11月27日 | 第5話 - 第6話   |
| 4    | 2013年12月25日 | 第7話 - 第8話   |
| 5    | 2014年1月29日  | 第9話 - 第10話  |
| 6    | 2014年2月26日  | 第11話 - 第12話 |

## 関連CD

### キャラクターCD
トラック1はオリジナルのキャラクターソング、トラック2はアニメのオープニングテーマ「SHOOT!」「Get goal!」のアレンジ曲（歌手名は「声優名 imaging キャラクター名」）、トラック3は原作者脚本によるミニドラマを収録している。5年生チームのみオリジナルのキャラクターソング3曲を収録している。
リリース一覧
| 発売日        | タイトル                                                                             |
| 第1期         | 第1期                                                                                |
| ------------- | ------------------------------------------------------------------------------------ |
| 2011年8月24日 | ロウきゅーぶ！ Character Songs 01 湊智花                                             |
| 2011年8月31日 | ロウきゅーぶ！ Character Songs 02 三沢真帆                                           |
| 2011年9月7日  | ロウきゅーぶ！ Character Songs 03 永塚紗季                                           |
| 2011年9月14日 | ロウきゅーぶ！ Character Songs 04 袴田ひなた                                         |
| 2011年9月21日 | ロウきゅーぶ！ Character Songs 05 香椎愛莉                                           |
| 第2期         |                                                                                      |
| 2013年7月17日 | ロウきゅーぶ！SS Character Songs 01 湊智花                                           |
| 2013年7月24日 | ロウきゅーぶ！SS Character Songs 02 三沢真帆                                         |
| 2013年7月31日 | ロウきゅーぶ！SS Character Songs 03 永塚紗季                                         |
| 2013年8月7日  | ロウきゅーぶ！SS Character Songs 04 香椎愛莉                                         |
| 2013年8月14日 | ロウきゅーぶ！SS Character Songs 05 袴田ひなた                                       |
| 2013年8月21日 | ロウきゅーぶ！SS Character Songs 慧心学園初等部女子ミニバスケットボール部5年生チーム |
チャート最高順位
|                                   | 第1期 | 第1期 | 第1期 | 第1期 | 第1期 | 第2期 | 第2期 | 第2期 | 第2期 | 第2期 | 第2期 |
| 01                                | 02    | 03    | 04    | 05    | 01    | 02    | 03    | 04    | 05    | 5年   |       |
| --------------------------------- | ----- | ----- | ----- | ----- | ----- | ----- | ----- | ----- | ----- | ----- | ----- |
| オリコン                          | 45    | 32    | 32    | 22    | 18    | 20    | 27    | 33    | 37    | 29    |       |
| Billboard JAPAN Hot Singles Sales | 42    | 32    | 31    | 23    | 18    | 19    | 30    | 28    | 36    | 28    |       |
| Billboard JAPAN Hot Animation     | 19    | 16    | 12    | 10    | 06    | 14    |       |       |       |       |       |

#### 第1期

##### Vol.1 湊智花（第1期）
湊智花のキャラクターソングで、湊智花を演じる花澤香菜が歌っている。
収録曲
1. 自主恋 Shoooooter!
作詞：くまのきよみ、作曲・編曲：渡辺剛
2. SHOOT!-No.4 MIX-
作詞：KOTOKO、作曲：八木沼悟志、編曲：大久保薫
3. 智花のひとりごと「昴さんへ…」
4. 自主恋 Shoooooter!（Instrumental）
5. SHOOT!-No.4 MIX-（Instrumental）

##### Vol.2 三沢真帆（第1期）
三沢真帆のキャラクターソングで、三沢真帆を演じる井口裕香が歌っている。
収録曲
1. ミライ☆シュート
作詞：うらん、作曲・編曲：大久保薫
2. SHOOT!-No.5 MIX-
作詞：KOTOKO、作曲：八木沼悟志、編曲：渡辺剛
3. 真帆のそうだんごと「すぺしゃるさーびすっ!」
4. ミライ☆シュート（Instrumental）
5. SHOOT!-No.5 MIX-（Instrumental）

##### Vol.3 永塚紗季（第1期）
永塚紗季のキャラクターソングで、永塚紗季を演じる日笠陽子が歌っている。
収録曲
1. Canペキしなきゃ!
作詞：くまのきよみ、作曲：YORI、編曲：草野よしひろ
2. SHOOT!-No.6 MIX-
作詞：KOTOKO、作曲：八木沼悟志、編曲：馬場"BABI"一嘉
3. 紗季のひめごと「汗と汗とが……」
4. Canペキしなきゃ!（Instrumental）
5. SHOOT!-No.6 MIX-（Instrumental）

##### Vol.4 袴田ひなた（第1期）
袴田ひなたのキャラクターソングで、 袴田ひなたを演じる小倉唯が歌っている。
収録曲
1. ともだちピンク
作詞：くまのきよみ、作曲・編曲：三浦誠司
2. SHOOT!-No.8 MIX-
作詞：KOTOKO、作曲：八木沼悟志、編曲：TLAST
3. ひなたのなやみごと「今日はおるすばん」
4. ともだちピンク（Instrumental）
5. SHOOT!-No.8 MIX-（Instrumental）

##### Vol.5 香椎愛莉（第1期）
香椎愛莉のキャラクターソングで、 香椎愛莉を演じる日高里菜が歌っている。
収録曲
1. ほっこり日和
作詞：うらん、作曲・編曲：大久保薫
2. SHOOT!-No.7 MIX-
作詞：KOTOKO、作曲：八木沼悟志、編曲：竹中俊二
3. 愛莉のならいごと「秘密特訓（ハートマーク）」
4. ほっこり日和（Instrumental）
5. SHOOT!-No.7 MIX-（Instrumental）

#### 第2期

##### Vol.1 湊智花（第2期）
湊智花のキャラクターソングで、湊智花を演じる花澤香菜が歌っている。
収録曲
1. 純情ジェネレーション
作詞：くまのきよみ、作曲・編曲：ツキダタダシ
2. Get goal!-No.4 MIX-
作詞：KOTOKO、作曲：八木沼悟志、編曲：ツキダタダシ
3. 慧心学園初等部女子ミニバスケットボール部SNS 〜活動日誌〜『日焼けしちゃった……』
4. 純情ジェネレーション（Instrumental）
5. Get goal!-No.4 MIX-（Instrumental）

##### Vol.2 三沢真帆（第2期）
三沢真帆のキャラクターソングで、三沢真帆を演じる井口裕香が歌っている。
収録曲
1. マホトピア
作詞：くまのきよみ、作曲・編曲：大隅知宇
2. Get goal!-No.5 MIX-
作詞：KOTOKO、作曲：八木沼悟志、編曲：大隅知宇
3. 慧心学園初等部女子ミニバスケットボール部SNS 〜活動日誌〜『星形のアザを持つ女！』
4. マホトピア（Instrumental）
5. Get goal!-No.5 MIX-（Instrumental）

##### Vol.3 永塚紗季（第2期）
永塚紗季のキャラクターソングで、永塚紗季を演じる日笠陽子が歌っている。
収録曲
1. 冷静ストラテジー
作詞：くまのきよみ、作曲・編曲：渡辺剛
2. Get goal!-No.6 MIX-
作詞：KOTOKO、作曲：八木沼悟志、編曲：渡辺剛
3. 慧心学園初等部女子ミニバスケットボール部SNS 〜活動日誌〜『イカが怖い……』
4. 冷静ストラテジー（Instrumental）
5. Get goal!-No.6 MIX-（Instrumental）

##### Vol.4 香椎愛莉（第2期）
香椎愛莉のキャラクターソングで、 香椎愛莉を演じる日高里菜が歌っている。
収録曲
1. ジンジャーYell
作詞：くまのきよみ、作曲・編曲：やしきん
2. Get goal!-No.7 MIX-
作詞：KOTOKO、作曲：八木沼悟志、編曲：やしきん
3. 慧心学園初等部女子ミニバスケットボール部SNS〜 活動日誌〜『わたしも跡が残っちゃった……』
4. ジンジャーYell（Instrumental）
5. Get goal!-No.7 MIX-（Instrumental）

##### Vol.5 袴田ひなた（第2期）
袴田ひなたのキャラクターソングで、 袴田ひなたを演じる小倉唯が歌っている。
収録曲
1. ぼーる・みーつ・がーる
作詞：くまのきよみ、作曲・編曲：PandaBoY
2. Get goal!-No.8 MIX-
作詞：KOTOKO、作曲：八木沼悟志、編曲：PandaBoY
3. 慧心学園初等部女子ミニバスケットボール部SNS〜 活動日誌〜『うみのうた。さくしさっきょく、ひな』
4. ぼーる・みーつ、がーる（Instrumental）
5. Get goal!-No.8 MIX-（Instrumental）

##### 慧心学園初等部女子ミニバスケットボール部5年生チーム
5年生チームのキャラクターソング。
収録曲
1. 下級生Groove！
作詞：くまのきよみ、作曲・編曲：大久保薫
2. どきどきすること
作詞：かなで、作曲：青野ゆかり、編曲：渡辺剛
3. チョーゼツよくできました◎
作詞：くまのきよみ、作曲：石井伸昂、編曲：草野よしひろ
4. 下級生Groove！ （Instrumental)
5. どきどきすること（Instrumental)
6. チョーゼツよくできました◎ （Instrumental)

### アルバム
- 「ロウきゅーぶ！」キャラクターソングベスト“スコアブック”　（2013年8月21日、品番：1000404883）

1. 21世紀“美”少女 (PSP用ソフト「ロウきゅーぶ！ ひみつのおとしもの」OPテーマ)　歌 : RO-KYU-BU!
2. 自主恋Shoooooter!　歌 : 湊智花(花澤香菜)
3. ミライ☆シュート　歌 : 三沢真帆(井口裕香)
4. Canペキしなきゃ！　歌 : 永塚紗季(日笠陽子)
5. ともだちピンク　歌 : 袴田ひなた(小倉唯)
6. ほっこり日和　歌 : 香椎愛莉(日高里菜)
7. まほーの「まっ！」　歌 : 三沢真帆(井口裕香)
8. 夕暮れ飛行船　歌 : 永塚紗季(日笠陽子)
9. 1mmちょっとのマインド　歌 : 香椎愛莉(日高里菜)
10. だいすきふわわ　歌 : 袴田ひなた(小倉唯)
11. My Dear...　歌 : 湊智花(花澤香菜)
12. 青じゃなくって水色　歌 : 荻山葵(伊藤かな恵)

## ラジオ

### ニコ生ラジオ 慧心学園 ロウきゅー部!
2011年6月28日から同年9月27日までニコニコ生放送にて配信されていた。全7回。毎月2回（第2、第4火曜日の21:00 - 22:00）配信。
パーソナリティ
- 日高里菜（香椎愛莉 役）

ゲスト
- 第1回：花澤香菜（湊智花役）、井口裕香（三沢真帆役）、日笠陽子（永塚紗季役）、小倉唯（袴田ひなた役）
- 第4回：日笠陽子（永塚紗季役）
- 第6回：井口裕香（三沢真帆役）
- 第7回：花澤香菜（湊智花役）、井口裕香（三沢真帆役）、日笠陽子（永塚紗季役）

コーナー
- みんなおいでよ、ロウきゅー部入部テスト
- 根性見せてね、1on1

### 慧心学園 ロウきゅー部!エクストラ
2011年10月11日から2012年2月7日までHiBiKi Radio Stationにて配信されていた。全10回。10月分のみ毎週火曜更新、11月分より隔週火曜更新。
パーソナリティ
- 日高里菜（香椎愛莉 役）

ゲスト
- 特別編[注 7]：花澤香菜（湊智花役）、井口裕香（三沢真帆役）、日笠陽子（永塚紗季役）、小倉唯（袴田ひなた役）
- 第10回：川瀬浩平（プロデューサー）

### ラジオもSS!慧心学園ロウきゅー部!
2013年6月27日から12月5日までHiBiKi Radio Stationおよび音泉にて配信された。全23回。毎週木曜更新。
パーソナリティ
- 日高里菜（香椎愛莉 役）

ゲスト
- 第5回・第6回：井口裕香（三沢真帆役）
- 第7回・第8回・第17回（公開録音回）：小倉唯（袴田ひなた役）
- 第13回・第14回：日笠陽子（永塚紗季役）
- 第21回・第22回：久野美咲（ミミ・バルゲリー役）、種田梨沙（藤井雅美役）
- 第23回：蒼山サグ（原作者）
- ラジオCD：花澤香菜（湊智花役）

## イベント
- 『ロウきゅーぶ！』&『神様のメモ帳』TVアニメ化記念スペシャルイベント（2011年6月26日 日本消防会館）